# Beverino
Beverino (ligur nyelven Beveìn) település Olaszországban, Liguria régióban, La Spezia megyében. Lakosainak száma 2263 fő (2023. január 1.). Beverino Borghetto di Vara, Calice al Cornoviglio, Follo, Pignone, Riccò del Golfo di Spezia, Rocchetta di Vara és Vernazza községekkel határos.

## Népesség
A település népességének változása:
| Lakosok száma | 2401 | 2396 | 2263 |
|               | 2017 | 2018 | 2023 |